# Antiblemma leucomochla
Antiblemma leucomochla là một loài bướm đêm trong họ Erebidae.